# Castelo do Rei Eduardo
O Castelo do Rei Eduardo é um castelo em ruínas perto de King Edward, Aberdeenshire, na Escócia, localizado a 6 km (3.7 mi) a norte de Turriff, onde a A947 cruza o Burn of King Edward. O castelo foi o auge do baronato feudal do rei Eduardo.
O castelo data dos séculos XIII e XIV, quando foi ocupado pelo Clã Cumming, Condes de Buchan, antes de ver a sua importância diminuida em 1308 por Roberto I da Escócia em Harrying of Buchan durante a Primeira Guerra da Independência da Escócia. A evidência escrita de 1509 sugere que o castelo foi reconstruído no século XVI por Lord Forbes, embora pouca evidência física disso tenha sido encontrada.
O castelo foi construído numa colina no lado norte do Burn of King Edward. Actualmente existem duas pontes no local, o que sugere que este pode ter sido um local estratégico quando o castelo foi construído. O castelo foi desenhado como um pátio que ia de noroeste a sudeste, cercado em todos os quatro lados por paredes e edifícios. O grande salão ficava no lado nordeste do pátio e a casa do portão na cortina noroeste. Uma ponte levadiça foi usada para atravessar uma vala para se entrar no castelo.
Hoje, as ruínas do castelo consistem em fragmentos de paredes de 0,5  à 5,0 metros de altura, com o contorno de um pátio de forma retangular no centro. A Colina do Castelo está agora coberta por vegetação e os restos do castelo estão ainda mais obscurecidos por pilhas de entulho, aparentemente devido escavações. Uma pedra dita ser do castelo foi vista inserida na parede de apoio do Castelo de Peveril, há outros agora outras pedras ocultas por extensão até o assentamento.